# معجم متن اللغة
متن اللغة أو المتن هو واحد من أقدم المعاجم الحديثة أحادية اللغة للغة العربية، كتبه عالم اللغة اللبناني الشيخ أحمد رضا، أحد الشخصيات المؤثرة في النهضة الأدبية العربية. يعتبر القاموس المكون من خمسة مجلدات من أكثر المصادر تأثيرًا في تاريخ معجم اللغة العربية.
يضم المعجم العديد من ألفاظ اللغة العربية في بطون المطولات اللغوية القديمة، بالإضافة إلى ما استُحدث من الألفاظ والمصطلحات، وحرص المؤلف ألا يذكر الكتاب مادة اشتهرت في معجمي لسان العرب وتاج العروس فكان مؤلّفه جامعًا شاملًا.